# Дисеребротулий
Дисеребротулий — бинарное неорганическое соединение, интерметаллид
тулия и серебра
с формулой Ag2Tm,
кристаллы.

## Получение
- Сплавление стехиометрических количеств чистых веществ:

{\displaystyle {\mathsf {Tm+2Ag\ {\xrightarrow {1060^{o}C}}\ Ag_{2}Tm}}}

## Физические свойства
Дисеребротулий образует кристаллы
тетрагональной сингонии, пространственная группа I 4/mmm, параметры ячейки a = 0,3651 нм, c = 0,9139 нм, Z = 2,
структура типа дисилицида молибдена MoSi2
.
Соединение конгруэнтно плавится при температуре ≈1060 °C.